# La Rasante
Royal La Rasante Saint-Lambert Hockey Club is een Belgische hockeyclub uit Sint-Lambrechts-Woluwe. 

## Geschiedenis
De club is in 1922 ontstaan uit het in 1901 opgerichte La Rasante LTC, een tennisclub. De club is bij de KBHB aangesloten onder het stamnummer 120.
Verspreid over het bestaan van de club, zijn er meerdere landstitels behaald bij zowel de dames als de heren. Bij wedstrijden wordt een wel heel bijzondere yell toegepast door de spelers: Rrrr, Rrrr, Rrrr... Rasante!

## Erelijst
Heren
- 17x Landskampioen (veld): 1926, 1929, 1930, 1931, 1937, 1938, 1940, 1943, 1945, 1953, 1954, 1955, 1956, 1957, 1958, 1986 en 1990
- 11x Winnaar Beker van België (veld): 1929, 1930, 1931, 1948, 1953, 1956, 1971, 1978, 1989, 1990 en 1991

Dames
- 14x Landskampioen (veld): 1928, 1929, 1931, 1932, 1938, 1939, 1940, 1941, 1942, 1945, 1987, 1988, 1990 en 1991
- 12x Winnaar Beker van België (veld): 1928, 1938, 1962, 1978, 1986, 1989, 1990, 1993, 1995, 1996, 1997 en 2003
- 2x Landskampioen (zaal): 1993 en 1995

## Bekende (ex-)spelers
- Jenny Addams
- Claude Baudoux
- Yvon Baudoux
- Jean-Marie Buisset
- André Carbonnelle
- Eddy Carbonnelle
- Daniel Curtis
- Guy Debbaudt
- Luc Decrop
- Anne-Sophie De Scheemaekere
- Jean-Jacques Enderlé
- Paul Fayat
- Thomas François
- Yvan Freedman
- Patrick Gillard
- Roger Goossens
- Guy Huyghens
- Joseph Jourdain
- Joy Jouret
- Jacques Kielbaye
- Naznin Ladha
- Brigitte Motte
- Daniel Moussiaux
- Roger Nonnon
- Audry Renaer
- Jacques Rensburg
- Jean-Pierre Rensburg
- Albert Van Den Branden
- Georges Vanderhulst
- Joseph Van Muylders
- Caroline Wagemans
- André Waterkeyn
- Corneille Wellens